# Copa Libertadores da América de 2007
A Copa Libertadores da América de 2007, oficialmente Copa Toyota Libertadores por motivos de patrocínio, foi a 48.ª edição da competição de futebol realizada todos os anos pela Confederação Sul-Americana de Futebol. Equipes das dez associações sul-americanas mais o México participaram do torneio. 
A alteração mais significante na forma de disputa da competição com relação à edição anterior é a regra que evita que dois clubes do mesmo país disputem a final, como ocorrera nos últimos dois anos. 
A CONMEBOL realizou o sorteio dos cruzamentos da primeira fase e das equipes que entraram direto na fase de grupos em 20 de dezembro de 2006. Campeão do ano anterior, o Internacional, foi eliminado na fase de grupos, o que não acontecia desde que o campeão voltou a disputar essa fase da competição. O Boca Juniors, da Argentina, sagrou-se campeão pela sexta vez em sua história ao superar na decisão o Grêmio, do Brasil, com um placar global de 5–0, a maior diferença em uma decisão de título na história do torneio.
Antes de chegar à decisão, o Boca Juniors fez história, sendo a primeira equipe a reverter uma desvantagem de dois gols sofrida em um jogo de ida de semifinal na história da competição, contra o Cúcuta Deportivo.[carece de fontes?]
Com o título da competição, o Boca Juniors participou da Copa do Mundo de Clubes da FIFA de 2007 e também da Recopa Sul-Americana de 2008 contra o campeão do mesmo ano da edição da Sul-Americana de 2007.

## Equipes classificadas
| País                               | Equipe             | Classificação                                       |
| ---------------------------------- | ------------------ | --------------------------------------------------- |
| Argentina · (5 vagas)              | Boca Juniors       | Campeão dos Torneios Apertura 2005 e Clausura 2006  |
| Argentina · (5 vagas)              | Gimnasia y Esgrima | Melhor pontuação na temporada 2005-2006             |
| Argentina · (5 vagas)              | River Plate        | 2ª melhor pontuação na temporada 2005-2006          |
| Argentina · (5 vagas)              | Banfield           | 3ª melhor pontuação na temporada 2005-2006          |
| Argentina · (5 vagas)              | Vélez Sarsfield    | 4ª melhor pontuação na temporada 2005-2006          |
| Bolívia · (3 vagas)                | Blooming           | Campeão do Torneio Apertura 2006                    |
| Bolívia · (3 vagas)                | Bolívar            | Campeão do Torneio Apertura 2006 [BOL]              |
| Bolívia · (3 vagas)                | Real Potosí        | Vice-campeão do Torneio Apertura 2006               |
| Brasil · (5 vagas + atual campeão) | Internacional      | Campeão da Copa Libertadores de 2006                |
| Brasil · (5 vagas + atual campeão) | São Paulo          | Campeão do Campeonato Brasileiro Série A 2006       |
| Brasil · (5 vagas + atual campeão) | Flamengo           | Campeão da Copa do Brasil de 2006                   |
| Brasil · (5 vagas + atual campeão) | Grêmio             | 3º colocado no Campeonato Brasileiro Série A 2006   |
| Brasil · (5 vagas + atual campeão) | Santos             | 4º colocado no Campeonato Brasileiro Série A 2006   |
| Brasil · (5 vagas + atual campeão) | Paraná             | 5º colocado no Campeonato Brasileiro Série A 2006   |
| Chile · (3 vagas)                  | Colo-Colo          | Campeão do Torneios Apertura e Clausura 2006        |
| Chile · (3 vagas)                  | Audax Italiano     | Finalista do Torneio Clausura 2006                  |
| Chile · (3 vagas)                  | Cobreloa           | Melhor pontuação na primeira fase da temporada 2006 |
| Colômbia · (3 vagas)               | Deportivo Pasto    | Campeão do Torneio Apertura 2006                    |
| Colômbia · (3 vagas)               | Cúcuta Deportivo   | Campeão do Torneio Finalización 2006                |
| Colômbia · (3 vagas)               | Deportes Tolima    | Melhor pontuação na temporada 2006                  |
| Equador · (3 vagas)                | El Nacional        | Campeão do Campeonato Equatoriano 2006              |
| Equador · (3 vagas)                | Emelec             | Vice-campeão do Campeonato Equatoriano 2006         |
| Equador · (3 vagas)                | LDU Quito          | 3º colocado do Campeonato Equatoriano 2006          |
| Paraguai · (3 vagas)               | Libertad           | Campeão da temporada 2006                           |
| Paraguai · (3 vagas)               | Cerro Porteño      | Vice-campeão da temporada 2006                      |
| Paraguai · (3 vagas)               | Tacuary            | Melhor pontuação na temporada 2006                  |
| Peru · (3 vagas)                   | Alianza Lima       | Campeão do Torneio Apertura 2006                    |
| Peru · (3 vagas)                   | Cienciano          | Campeão do Torneio Clausura 2006                    |
| Peru · (3 vagas)                   | Sporting Cristal   | 2ª melhor pontuação na temporada 2006               |
| Uruguai · (3 vagas)                | Nacional           | Campeão da temporada 2005-2006                      |
| Uruguai · (3 vagas)                | Defensor Sporting  | Campeão da Pré-Libertadores 2006                    |
| Uruguai · (3 vagas)                | Danubio            | Vice-campeão da Pré-Libertadores 2006               |
| Venezuela · (3 vagas)              | Caracas            | Campeão do Torneio Apertura 2005                    |
| Venezuela · (3 vagas)              | Unión Maracaibo    | Campeão do Torneio Clausura 2006                    |
| Venezuela · (3 vagas)              | Deportivo Táchira  | Melhor pontuação na temporada 2005-2006             |
| México · (3 vagas)                 | Toluca             | Campeão do Torneio Apertura 2005                    |
| México · (3 vagas)                 | Necaxa             | Campeão do Torneio Interliga 2007                   |
| México · (3 vagas)                 | América            | Vice-campeão do Torneio Interliga                   |

Notas
- BOL ^  A Federação Boliviana de Futebol mudou o calendário do futebol para o modelo europeu de modo que o Torneio Clausura foi chamado de Apertura com a mudança, repetindo o nome do próximo torneio.

## Primeira fase
Esta fase foi disputada entre 24 de janeiro e 8 de fevereiro. Doze equipes iniciaram dessa fase onde seis se classificaram a fase seguinte. Em caso de igualdade em pontos, o primeiro critério de desempate seria o gol marcado fora de casa. Equipe 1 realizou a partida de ida em casa.
| Chave | Equipe 1          | Total | Equipe 2         | Ida | Volta |
| ----- | ----------------- | ----- | ---------------- | --- | ----- |
| 1     | Blooming          | 0–6   | Santos           | 0–1 | 0–5   |
| 2     | Vélez Sarsfield   | 5–1   | Danubio          | 3–0 | 2–1   |
| 3     | Deportivo Táchira | 1–4   | Deportes Tolima  | 1–2 | 0–2   |
| 4     | Tacuary           | 1–4   | LDU Quito        | 1–1 | 0–3   |
| 5     | Cobreloa          | 1–3   | Paraná           | 0–2 | 1–1   |
| 6     | América           | 6–2   | Sporting Cristal | 5–0 | 1–2   |

## Fase de grupos
As partidas da fase de grupos foram disputadas entre 13 de fevereiro e 26 de abril. As duas melhores equipes de cada grupo avançaram para a fase final.

### Grupo 1
| Equipe      | Pts | J | V | E | D | GP | GC | SG |
| ----------- | --- | - | - | - | - | -- | -- | -- |
| Libertad    | 13  | 6 | 4 | 1 | 1 | 9  | 4  | +5 |
| América     | 12  | 6 | 4 | 0 | 2 | 12 | 10 | +2 |
| Banfield    | 9   | 6 | 3 | 0 | 3 | 8  | 8  | 0  |
| El Nacional | 1   | 6 | 0 | 1 | 5 | 4  | 11 | –7 |

|             | AME | BAN | ELN | LIB |
| ----------- | --- | --- | --- | --- |
| América     | –   | 4–0 | 2–1 | 1–4 |
| Banfield    | 3–1 | –   | 4–1 | 0–1 |
| El Nacional | 1–2 | 0–1 | –   | 1–1 |
| Libertad    | 1–2 | 1–0 | 1–0 | –   |

### Grupo 2
| Equipe         | Pts | J | V | E | D | GP | GC | SG  |
| -------------- | --- | - | - | - | - | -- | -- | --- |
| Necaxa         | 12  | 6 | 4 | 0 | 2 | 9  | 7  | +2  |
| São Paulo      | 11  | 6 | 3 | 2 | 1 | 11 | 4  | +7  |
| Audax Italiano | 11  | 6 | 3 | 2 | 1 | 8  | 6  | +2  |
| Alianza Lima   | 0   | 6 | 0 | 0 | 6 | 2  | 13 | –11 |

|                | ALI | AUD | NEC | SPA |
| -------------- | --- | --- | --- | --- |
| Alianza Lima   | –   | 1–3 | 1–2 | 0–1 |
| Audax Italiano | 1–0 | –   | 2–1 | 0–0 |
| Necaxa         | 2–0 | 2–0 | –   | 2–1 |
| São Paulo      | 4–0 | 2–2 | 3–0 | –   |

### Grupo 3
| Equipe           | Pts | J | V | E | D | GP | GC | SG |
| ---------------- | --- | - | - | - | - | -- | -- | -- |
| Grêmio           | 10  | 6 | 3 | 1 | 2 | 4  | 4  | 0  |
| Cúcuta Deportivo | 9   | 6 | 2 | 3 | 1 | 9  | 7  | +2 |
| Deportes Tolima  | 7   | 6 | 2 | 1 | 3 | 5  | 6  | –1 |
| Cerro Porteño    | 7   | 6 | 2 | 1 | 3 | 4  | 5  | –1 |

|                  | CPO | CUC | GRE | TOL |
| ---------------- | --- | --- | --- | --- |
| Cerro Porteño    | –   | 2–1 | 0–1 | 1–0 |
| Cúcuta Deportivo | 1–1 | –   | 3–1 | 0–0 |
| Grêmio           | 1–0 | 0–0 | –   | 1–0 |
| Deportes Tolima  | 1–0 | 3–4 | 1–0 | –   |

### Grupo 4
| Equipe          | Pts | J | V | E | D | GP | GC | SG |
| --------------- | --- | - | - | - | - | -- | -- | -- |
| Vélez Sarsfield | 11  | 6 | 3 | 2 | 1 | 6  | 3  | +3 |
| Nacional        | 10  | 6 | 3 | 1 | 2 | 9  | 5  | +4 |
| Internacional   | 10  | 6 | 3 | 1 | 2 | 7  | 7  | 0  |
| Emelec          | 3   | 6 | 1 | 0 | 5 | 3  | 10 | –7 |

|                 | EME | INT | CNF | VEL |
| --------------- | --- | --- | --- | --- |
| Emelec          | –   | 1–2 | 1–0 | 0–1 |
| Internacional   | 3–0 | –   | 1–0 | 0–0 |
| Nacional        | 3–1 | 3–1 | –   | 2–0 |
| Vélez Sarsfield | 1–0 | 3–0 | 1–1 | –   |

### Grupo 5
| Equipe          | Pts | J | V | E | D | GP | GC | SG |
| --------------- | --- | - | - | - | - | -- | -- | -- |
| Flamengo        | 16  | 6 | 5 | 1 | 0 | 10 | 4  | +6 |
| Paraná          | 9   | 6 | 3 | 0 | 3 | 9  | 8  | +1 |
| Real Potosí     | 6   | 6 | 1 | 3 | 2 | 8  | 9  | –1 |
| Unión Maracaibo | 2   | 6 | 0 | 2 | 4 | 8  | 14 | –6 |

|                 | FLA | PAR | RPO | UAM |
| --------------- | --- | --- | --- | --- |
| Flamengo        | –   | 1–0 | 1–0 | 3–1 |
| Paraná          | 0–1 | –   | 2–0 | 2–1 |
| Real Potosí     | 2–2 | 3–1 | –   | 2–2 |
| Unión Maracaibo | 1–2 | 2–4 | 1–1 | –   |

### Grupo 6
| Equipe      | Pts | J | V | E | D | GP | GC | SG |
| ----------- | --- | - | - | - | - | -- | -- | -- |
| Colo-Colo   | 9   | 6 | 3 | 0 | 3 | 12 | 7  | +5 |
| Caracas     | 9   | 6 | 3 | 0 | 3 | 7  | 10 | –3 |
| LDU Quito   | 8   | 6 | 2 | 2 | 2 | 7  | 8  | –1 |
| River Plate | 8   | 6 | 2 | 2 | 2 | 5  | 6  | –1 |

|             | CAR | COL | LDU | RIV |
| ----------- | --- | --- | --- | --- |
| Caracas     | –   | 0–4 | 1–0 | 3–1 |
| Colo-Colo   | 2–1 | –   | 4–0 | 1–2 |
| LDU Quito   | 3–1 | 3–1 | –   | 1–1 |
| River Plate | 0–1 | 1–0 | 0–0 | –   |

### Grupo 7
| Equipe       | Pts | J | V | E | D | GP | GC | SG  |
| ------------ | --- | - | - | - | - | -- | -- | --- |
| Toluca       | 12  | 6 | 4 | 0 | 2 | 10 | 6  | +4  |
| Boca Juniors | 10  | 6 | 3 | 1 | 2 | 11 | 5  | +6  |
| Cienciano    | 9   | 6 | 3 | 0 | 3 | 12 | 9  | +3  |
| Bolívar      | 4   | 6 | 1 | 1 | 4 | 5  | 18 | –13 |

|              | BOC | BOL | CIE | TLC |
| ------------ | --- | --- | --- | --- |
| Boca Juniors | –   | 7–0 | 1–0 | 3–0 |
| Bolívar      | 0–0 | –   | 2–3 | 0–2 |
| Cienciano    | 3–0 | 5–1 | –   | 1–2 |
| Toluca       | 2–0 | 1–2 | 3–0 | –   |

### Grupo 8
| Equipe             | Pts | J | V | E | D | GP | GC | SG  |
| ------------------ | --- | - | - | - | - | -- | -- | --- |
| Santos             | 18  | 6 | 6 | 0 | 0 | 12 | 1  | +11 |
| Defensor Sporting  | 9   | 6 | 3 | 0 | 3 | 8  | 7  | +1  |
| Gimnasia y Esgrima | 9   | 6 | 3 | 0 | 3 | 9  | 10 | –1  |
| Deportivo Pasto    | 0   | 6 | 0 | 0 | 6 | 3  | 14 | –11 |

|                    | DEF | DPA | GIM | SAN |
| ------------------ | --- | --- | --- | --- |
| Defensor Sporting  | –   | 3–0 | 3–0 | 0–2 |
| Deportivo Pasto    | 1–2 | –   | 0–2 | 0–1 |
| Gimnasia y Esgrima | 3–0 | 3–2 | –   | 1–2 |
| Santos             | 1–0 | 3–0 | 3–0 | –   |

## Classificação para a fase final
Para a determinação das chaves da fase de oitavas de final em diante, as equipes foram divididas entre os primeiros colocados e os segundos colocados na fase de grupos, definido os cruzamentos da seguinte forma: 1º vs. 16º, 2º vs. 15º, 3º vs. 14º, 4º vs. 13º, 5º vs. 12º, 6º vs. 11º, 7º vs. 10º e 8º vs. 9º, sendo de 1º a 8º os primeiros de cada grupo e de 9º a 16º os segundos.
Esta classificação também serviu para determinar em todas as fases seguintes qual time teve a vantagem de jogar a partida de volta em casa, sendo sempre o time de melhor colocação a ter este direito.
Caso duas equipes de um mesmo país se classificassem para a fase semifinal, elas obrigatoriamente teriam que se enfrentar, mesmo que o emparceiramento não apontasse para isso. Se na decisão, uma das equipes fosse do México, a primeira partida da final seria obrigatoriamente em território mexicano.
Tabela de classificação
| Pos. | Primeiros dos grupos | Pts | J | V | E | D | GP | GC | SG  |
| ---- | -------------------- | --- | - | - | - | - | -- | -- | --- |
| 1    | Santos               | 18  | 6 | 6 | 0 | 0 | 12 | 1  | +11 |
| 2    | Flamengo             | 16  | 6 | 5 | 1 | 0 | 10 | 4  | +6  |
| 3    | Libertad             | 13  | 6 | 4 | 1 | 1 | 9  | 4  | +5  |
| 4    | Toluca               | 12  | 6 | 4 | 0 | 2 | 10 | 6  | +4  |
| 5    | Necaxa               | 12  | 6 | 4 | 0 | 2 | 9  | 7  | +2  |
| 6    | Vélez Sarsfield      | 11  | 6 | 3 | 2 | 1 | 6  | 3  | +3  |
| 7    | Grêmio               | 10  | 6 | 3 | 1 | 2 | 4  | 4  | 0   |
| 8    | Colo-Colo            | 9   | 6 | 3 | 0 | 3 | 12 | 7  | +5  |

| Pos. | Segundos dos grupos | Pts | J | V | E | D | GP | GC | SG |
| ---- | ------------------- | --- | - | - | - | - | -- | -- | -- |
| 9    | América             | 12  | 6 | 4 | 0 | 2 | 12 | 10 | +2 |
| 10   | São Paulo           | 11  | 6 | 3 | 2 | 1 | 11 | 4  | +7 |
| 11   | Boca Juniors        | 10  | 6 | 3 | 1 | 2 | 11 | 5  | +6 |
| 12   | Nacional            | 10  | 6 | 3 | 1 | 2 | 9  | 5  | +4 |
| 13   | Cúcuta Deportivo    | 9   | 6 | 2 | 3 | 1 | 9  | 7  | +2 |
| 14   | Paraná              | 9   | 6 | 3 | 0 | 3 | 9  | 8  | +1 |
| 15   | Defensor Sporting   | 9   | 6 | 3 | 0 | 3 | 8  | 7  | +1 |
| 16   | Caracas             | 9   | 6 | 3 | 0 | 3 | 7  | 10 | -3 |

## Fase final
Em itálico, as equipes que possuem o mando de campo no primeiro jogo do confronto e em negrito as equipes classificadas.
|  | Oitavas de final  | Oitavas de final | Oitavas de final | Oitavas de final |       |                   | Quartas de final | Quartas de final | Quartas de final | Quartas de final |  |                  | Semifinais              | Semifinais              | Semifinais              | Semifinais              |              |   | Final           | Final           | Final           | Final           |
|  | 2 a 10 de maio    | 2 a 10 de maio   | 2 a 10 de maio   | 2 a 10 de maio   |       |                   | 16 a 25 de maio  | 16 a 25 de maio  | 16 a 25 de maio  | 16 a 25 de maio  |  |                  | 30 de maio a 7 de junho | 30 de maio a 7 de junho | 30 de maio a 7 de junho | 30 de maio a 7 de junho |              |   | 9 e 20 de junho | 9 e 20 de junho | 9 e 20 de junho | 9 e 20 de junho |
|  |                   |                  |                  |                  |       |                   |                  |                  |                  |                  |  |                  |                         |                         |                         |                         |              |   |                 |                 |                 |                 |
|  | Cúcuta Deportivo  | 5                | 0                | 5                |       |                   |                  |                  |                  |                  |  |                  |                         |                         |                         |                         |              |   |                 |                 |                 |                 |
|  | Toluca            | 1                | 2                | 3                |       |                   |                  |                  |                  |                  |  |                  |                         |                         |                         |                         |              |   |                 |                 |                 |                 |
|  | Toluca            | 1                | 2                | 3                |       | Cúcuta Deportivo  | 2                | 2                | 4                |                  |  |                  |                         |                         |                         |                         |              |   |                 |                 |                 |                 |
|  |                   |                  |                  |                  |       | Cúcuta Deportivo  | 2                | 2                | 4                |                  |  |                  |                         |                         |                         |                         |              |   |                 |                 |                 |                 |
|  |                   | Nacional         | 0                | 2                | 2     |                   |                  |                  |                  |                  |  |                  |                         |                         |                         |                         |              |   |                 |                 |                 |                 |
|  | Nacional          | Nacional         | 0                | 2                | 2     | 3                 | 1                | 4                |                  |                  |  |                  |                         |                         |                         |                         |              |   |                 |                 |                 |                 |
|  | Nacional          |                  |                  |                  |       | 3                 | 1                | 4                |                  |                  |  |                  |                         |                         |                         |                         |              |   |                 |                 |                 |                 |
|  | Necaxa            | 2                | 0                | 2                |       |                   |                  |                  |                  |                  |  |                  |                         |                         |                         |                         |              |   |                 |                 |                 |                 |
|  | Necaxa            | 2                | 0                | 2                |       |                   |                  |                  |                  |                  |  | Cúcuta Deportivo | 3                       | 0                       | 3                       |                         |              |   |                 |                 |                 |                 |
|  |                   |                  |                  |                  |       |                   |                  |                  |                  |                  |  | Cúcuta Deportivo | 3                       | 0                       | 3                       |                         |              |   |                 |                 |                 |                 |
|  |                   | Boca Juniors     | 1                | 3                | 4     |                   |                  |                  |                  |                  |  |                  |                         |                         |                         |                         |              |   |                 |                 |                 |                 |
|  | Boca Juniors      | Boca Juniors     | 1                | 3                | 4     | 3                 | 1                | 4                |                  |                  |  |                  |                         |                         |                         |                         |              |   |                 |                 |                 |                 |
|  | Boca Juniors      |                  |                  |                  |       | 3                 | 1                | 4                |                  |                  |  |                  |                         |                         |                         |                         |              |   |                 |                 |                 |                 |
|  | Vélez Sarsfield   | 0                | 3                | 3                |       |                   |                  |                  |                  |                  |  |                  |                         |                         |                         |                         |              |   |                 |                 |                 |                 |
|  | Vélez Sarsfield   | 0                | 3                | 3                |       | Boca Juniors      | 1                | 2                | 3                |                  |  |                  |                         |                         |                         |                         |              |   |                 |                 |                 |                 |
|  |                   |                  |                  |                  |       | Boca Juniors      | 1                | 2                | 3                |                  |  |                  |                         |                         |                         |                         |              |   |                 |                 |                 |                 |
|  |                   | Libertad         | 1                | 0                | 1     |                   |                  |                  |                  |                  |  |                  |                         |                         |                         |                         |              |   |                 |                 |                 |                 |
|  | Paraná            | Libertad         | 1                | 0                | 1     | 1                 | 1                | 2                |                  |                  |  |                  |                         |                         |                         |                         |              |   |                 |                 |                 |                 |
|  | Paraná            |                  |                  |                  |       | 1                 | 1                | 2                |                  |                  |  |                  |                         |                         |                         |                         |              |   |                 |                 |                 |                 |
|  | Libertad          | 2                | 1                | 3                |       |                   |                  |                  |                  |                  |  |                  |                         |                         |                         |                         |              |   |                 |                 |                 |                 |
|  | Libertad          | 2                | 1                | 3                |       |                   |                  |                  |                  |                  |  |                  |                         |                         |                         |                         | Boca Juniors | 3 | 2               | 5               |                 |                 |
|  |                   |                  |                  |                  |       |                   |                  |                  |                  |                  |  |                  |                         |                         |                         |                         |              | 3 | 2               | 5               |                 |                 |
|  |                   | Grêmio           | 0                | 0                | 0     |                   |                  |                  |                  |                  |  |                  |                         |                         |                         |                         |              |   |                 |                 |                 |                 |
|  | Defensor Sporting | Grêmio           | 0                | 0                | 0     | 3                 | 0                | 3                |                  |                  |  |                  |                         |                         |                         |                         |              |   |                 |                 |                 |                 |
|  | Defensor Sporting |                  |                  |                  |       | 3                 | 0                | 3                |                  |                  |  |                  |                         |                         |                         |                         |              |   |                 |                 |                 |                 |
|  | Flamengo          | 0                | 2                | 2                |       |                   |                  |                  |                  |                  |  |                  |                         |                         |                         |                         |              |   |                 |                 |                 |                 |
|  | Flamengo          | 0                | 2                | 2                |       | Defensor Sporting | 2                | 0                | 2 (2)            |                  |  |                  |                         |                         |                         |                         |              |   |                 |                 |                 |                 |
|  |                   |                  |                  |                  |       | Defensor Sporting | 2                | 0                | 2 (2)            |                  |  |                  |                         |                         |                         |                         |              |   |                 |                 |                 |                 |
|  |                   | Grêmio (pen)     | 0                | 2                | 2 (4) |                   |                  |                  |                  |                  |  |                  |                         |                         |                         |                         |              |   |                 |                 |                 |                 |
|  | São Paulo         | Grêmio (pen)     | 0                | 2                | 2 (4) | 1                 | 0                | 1                |                  |                  |  |                  |                         |                         |                         |                         |              |   |                 |                 |                 |                 |
|  | São Paulo         |                  |                  |                  |       | 1                 | 0                | 1                |                  |                  |  |                  |                         |                         |                         |                         |              |   |                 |                 |                 |                 |
|  | Grêmio            | 0                | 2                | 2                |       |                   |                  |                  |                  |                  |  |                  |                         |                         |                         |                         |              |   |                 |                 |                 |                 |
|  | Grêmio            | 0                | 2                | 2                |       |                   |                  |                  |                  |                  |  | Grêmio (gf)      | 2                       | 1                       | 3                       |                         |              |   |                 |                 |                 |                 |
|  |                   |                  |                  |                  |       |                   |                  |                  |                  |                  |  | Grêmio (gf)      | 2                       | 1                       | 3                       |                         |              |   |                 |                 |                 |                 |
|  |                   | Santos           | 0                | 3                | 3     |                   |                  |                  |                  |                  |  |                  |                         |                         |                         |                         |              |   |                 |                 |                 |                 |
|  | América           | Santos           | 0                | 3                | 3     | 3                 | 1                | 4                |                  |                  |  |                  |                         |                         |                         |                         |              |   |                 |                 |                 |                 |
|  | América           |                  |                  |                  |       | 3                 | 1                | 4                |                  |                  |  |                  |                         |                         |                         |                         |              |   |                 |                 |                 |                 |
|  | Colo-Colo         | 0                | 2                | 2                |       |                   |                  |                  |                  |                  |  |                  |                         |                         |                         |                         |              |   |                 |                 |                 |                 |
|  | Colo-Colo         | 0                | 2                | 2                |       | América           | 0                | 1                | 1                |                  |  |                  |                         |                         |                         |                         |              |   |                 |                 |                 |                 |
|  |                   |                  |                  |                  |       | América           | 0                | 1                | 1                |                  |  |                  |                         |                         |                         |                         |              |   |                 |                 |                 |                 |
|  |                   | Santos           | 0                | 2                | 2     |                   |                  |                  |                  |                  |  |                  |                         |                         |                         |                         |              |   |                 |                 |                 |                 |
|  | Caracas           | Santos           | 0                | 2                | 2     | 2                 | 2                | 4                |                  |                  |  |                  |                         |                         |                         |                         |              |   |                 |                 |                 |                 |
|  | Caracas           |                  |                  |                  |       | 2                 | 2                | 4                |                  |                  |  |                  |                         |                         |                         |                         |              |   |                 |                 |                 |                 |
|  | Santos            | 2                | 3                | 5                |       |                   |                  |                  |                  |                  |  |                  |                         |                         |                         |                         |              |   |                 |                 |                 |                 |

- Nota: Os cruzamentos foram invertidos em relação ao original devido à regra que obriga dois clubes do mesmo país terem que se enfrentar nas semifinais.

### Finais
Jogo de ida
| 13 de junho   | Boca Juniors                                     | 3 – 0     | Grêmio | Estádio La Bombonera, Buenos Aires           |
| 21:45 (UTC-3) | Palacio 18' · Riquelme 73' · Patrício 89' (g.c.) | Relatório |        | Público: 50 993 Árbitro: URU Jorge Larrionda |

| Boca Juniors | Grêmio |

Jogo de volta
| 20 de junho   | Grêmio | 0 – 2     | Boca Juniors      | Estádio Olímpico, Porto Alegre          |
| 21:45 (UTC-3) |        | Relatório | Riquelme 68', 80' | Público: 43 952 Árbitro: COL Oscar Ruiz |

| Grêmio | Boca Juniors |

## Premiação
| Copa Libertadores da América de 2007 |
| ------------------------------------ |
| BOCA JUNIORS Campeão (6º título)     |

## Artilharia
| Jogador               | Equipe           | Gols[carece de fontes?] |
| --------------------- | ---------------- | ----------------------- |
| Salvador Cabañas      | América          | 12                      |
| Blas Pérez            | Cúcuta Deportivo | 8                       |
| Juan Román Riquelme   | Boca Juniors     | 8                       |
| Zé Roberto            | Santos           | 7                       |
| Humberto Suazo        | Colo-Colo        | 5                       |
| Renato Abreu          | Flamengo         | 5                       |
| Carlos Edú Monteiro   | Real Potosí      | 4                       |
| Damián Escudero       | Vélez Sarsfield  | 4                       |
| Diego Vera            | Nacional         | 4                       |
| Juan Manuel Salgueiro | Necaxa           | 4                       |
| Juan Martínez         | Cúcuta Deportivo | 4                       |
| Kléber Pereira        | Necaxa           | 4                       |
| Martín Palermo        | Boca Juniors     | 4                       |
| Rodolfo Moya          | Audax Italiano   | 4                       |
| Rodrigo Palacio       | Boca Juniors     | 4                       |
| Tcheco                | Grêmio           | 4                       |
| Vicente Sánchez       | Toluca           | 4                       |

### Hat-tricks
| Jogador          | Clube            | Adversário       | Placar  | Data          | Ref.  |
| ---------------- | ---------------- | ---------------- | ------- | ------------- | ----- |
| Salvador Cabañas | América          | Sporting Cristal | 5–0 (C) | 24 de janeiro | [ 4 ] |
| Alexis Sánchez   | Colo-Colo        | Caracas          | 4–0 (F) | 20 de março   | [ 5 ] |
| Juan Martínez    | Cúcuta Deportivo | Toluca           | 5–1 (C) | 3 de maio     | [ 6 ] |